# Marovac
Marovac (cyr. Маровац) – wieś w Serbii, w okręgu jablanickim, w gminie Medveđa. W 2011 roku liczyła 74 mieszkańców.